# Jeep Grand Cherokee
Jeep Grand Cherokee (укр. Джип Ґранд Черокі) — позашляховики, що виробляються концерном Chrysler. Вони прийшли на зміну Jeep Grand Wagoneer у 1992 році.
З моменту своєї першої появи в 1992 році Jeep Grand Cherokee перетворив ринок автомобілів для активного відпочинку (sport utility vehicles). Тепер стежкою, прокладеною його попередниками, пішов новий Jeep Grand Cherokee 2021 модельного року. Цей автомобіль розроблений і виготовлений так, щоб він міг впоратися з будь-якими умовами водіння в будь-яку погоду, чи то на дорозі з твердим покриттям або на бездоріжжі.

## Перше покоління (ZJ; 1992—1998)

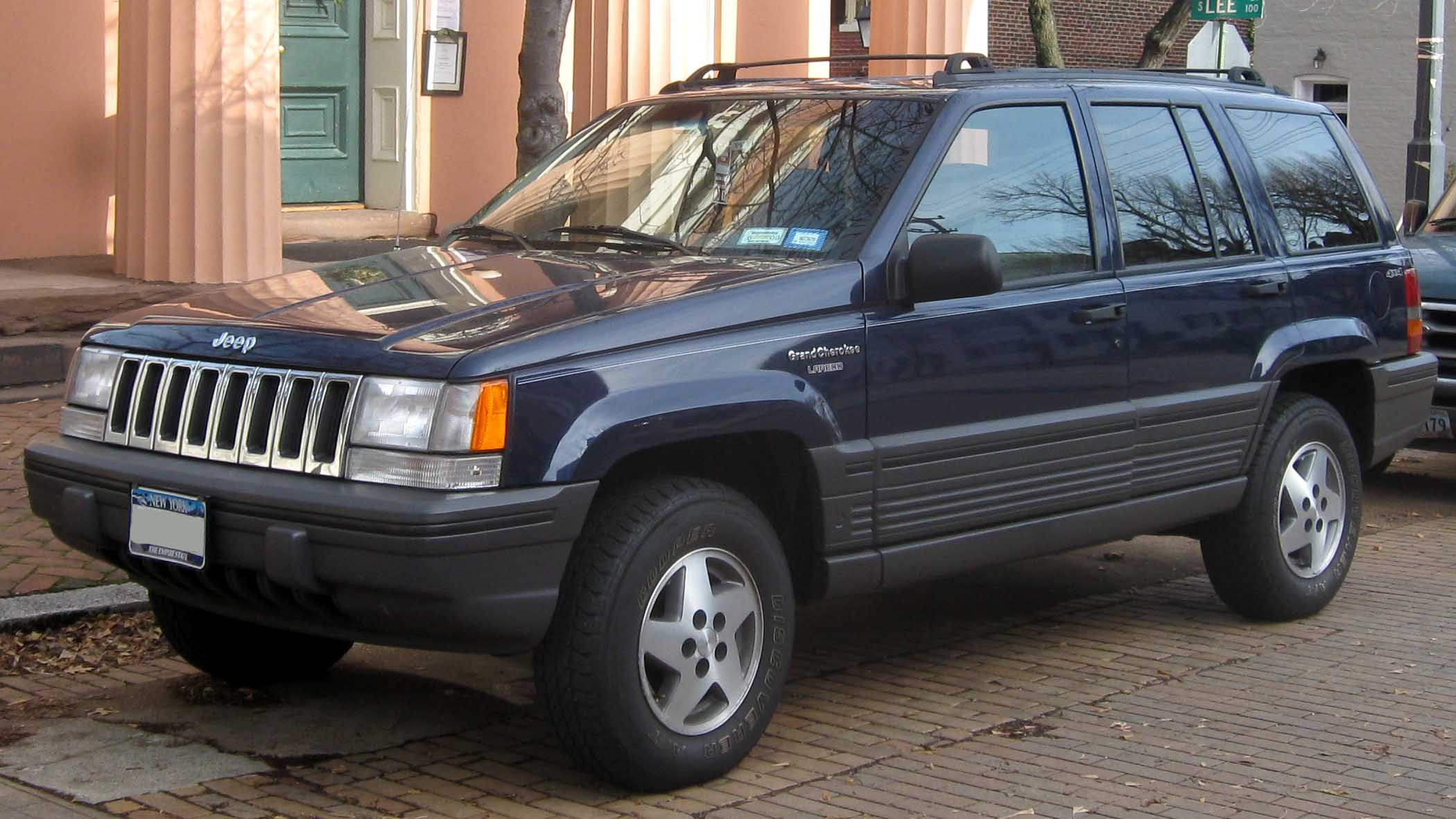
Jeep Grand Cherokee 1 (1993—1995)

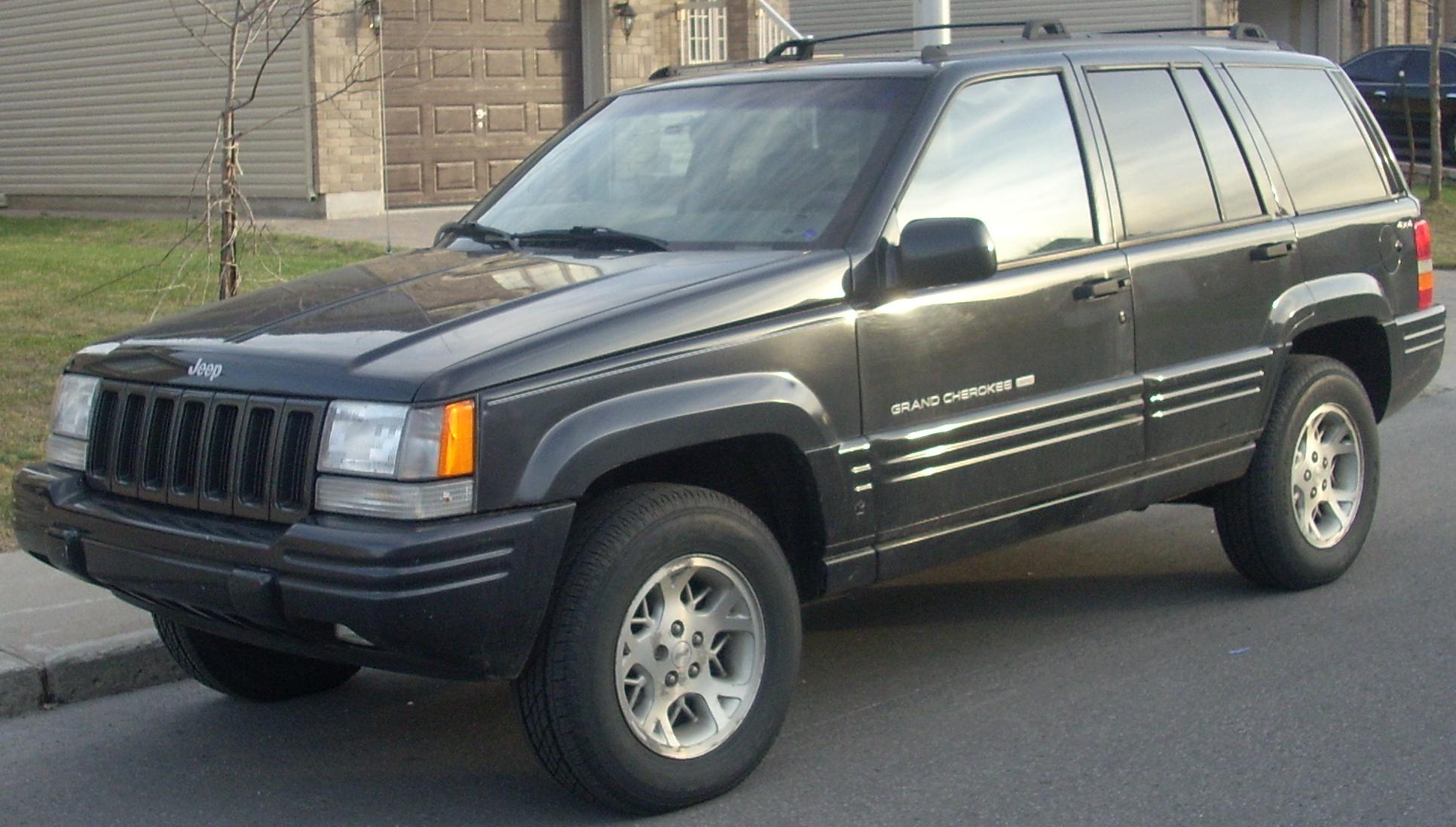
Jeep Grand Cherokee 1 (1996—1998)

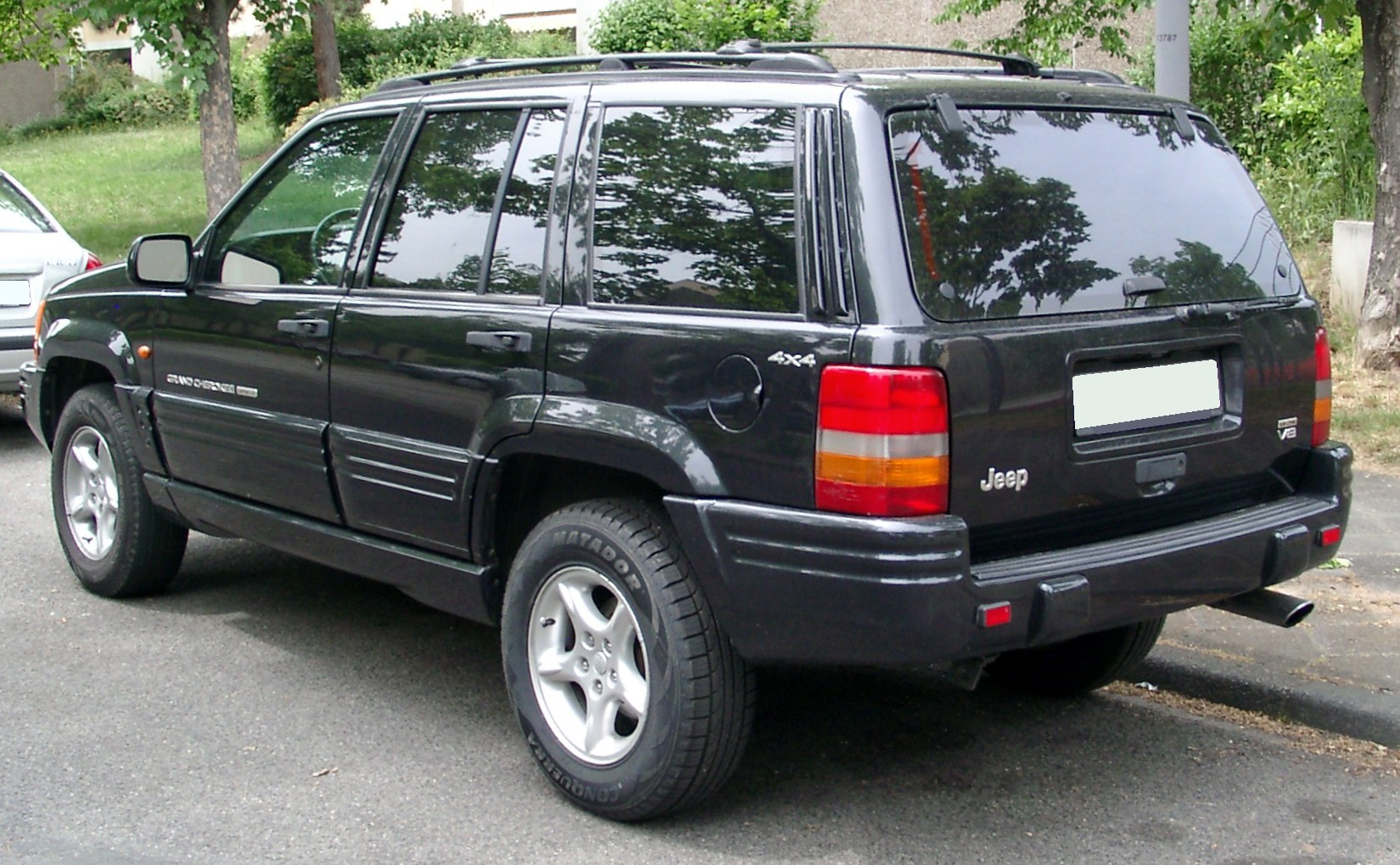
Jeep Grand Cherokee 1

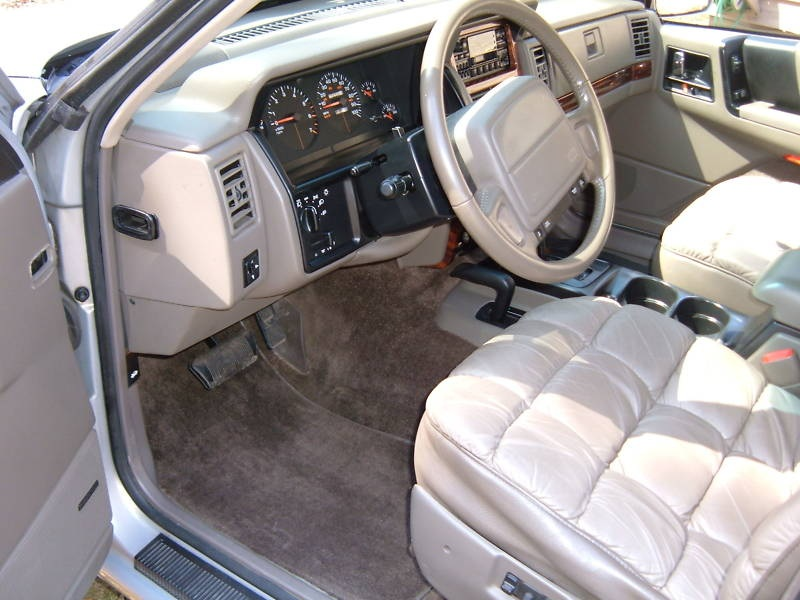
Салон Jeep Grand Cherokee 1

ZJ виготовлявся з 19 квітня 1992 року (у VIN-коді, тим не менше, проставляється 93 рік) по 22 травня 1998 року. З 1994 року також складався в Австрії на заводі компанії Steyr Daimler Puch в кількості близько 30 000 автомобілів на рік. З самого початку виробництва автомобіль активно продавався в Україні і країнах СНД, де заслужив визнання через свою ремонтопридатність, підвищену прохідність і комфорт. Особливо цінувався в середовищі представників криміналітету. Цей автомобіль вражав покупців елегантним дизайном, просторим і зручним салоном, а також багатою комплектацією більшості версій. Jeep Grand Cherokee замінив на ринку модель Jeep Grad Wagoneer SJ.
Спочатку Grand Cherokee пропонувався в чотирьох комплектаціях, але від самої простої (Base) довелося відмовитися в тому ж 1992 році. Найбільше ж поширення отримали Laredo і Limited. Основні відмінності — у типах трансмісій і вузлів управління ними. Зовні відрізнити один від одного можна за решіткою радіатора (у Laredo вона хромована), бампери і накладки на нижню частину дверей (сірі у Laredo і забарвлені в колір кузова в Limited). Оформлення салону практично ідентичне, але Limited порадує любителів шкіряних сидінь.
Дуже недовгий час (з 1994 по 1995 рр.) випускався Grand Cherokee в спеціальному виконанні для любителів активного відпочинку — Orvis. Модель відрізнялася посиленою підвіскою, заводським захистом роздавальної коробки, рульових тяг і навіть бензобака. В оббивці салону використовувалася шкіра двох кольорів: коричневого та зеленого. Зовні Orvis легко відрізнити за червоними, а не золотистими, як у решти Grand Cherokee, молдінгами.
На початку виробництва Jeep Grand Cherokee ZJ дебютував з єдиним бензиновим 6-циліндровим двигуном об'ємом 4,0 л. (178 к.с.). Ця рядна 12-клапанна «шістка» споживала за європейським стандартом 11,4 літра палива на 100 кілометрів при русі по шосе і 21 літр у міському режимі. Час розгону до сотні км / год — 10,2 с, а максимальна швидкість обмежена електронікою до 180 км / год.
У 1993 році з'явився потужніший 16-клапанний двигун V8 об'ємом 5,2 л. (212 к.с.). Витрата палива на 100 км зросла до 12,7 літра на шосе і 23 літрів у місті. Динаміка розгону покращилася: 9,8 с до 100 км / год. Максимальна швидкість — 200 км / год.
У 1997 модельному році з'явився найпотужніший 16-клапанний двигун V8 об'ємом 5,9 л. (241 к.с.). Цей двигун споживає: 13,3 літра на шосе і 26,1 літра в місті. До сотні Jeep Grand Cherokee з таким двигуном розганяється всього за 8,2 с., Обмеження максимальної швидкості на рівні 200 км / год.
На європейську версію Jeep Grand Cherokee також встановлювали дизельний 4-циліндровий 8-клапанний двигун об'ємом 2,5 л. (116 к.с.). Дизель використовує розділені камери згоряння палива (так звана вихре-камерна схема). Витрата палива з дизелем значно нижча, ніж у бензинових двигунів: 7,9 літра на шосе і 12,3 літра в місті. Максимальна швидкість — 160 км/год.
Jeep Grand Cherokee для ринку США оснащувалися виключно 4-ступінчастими «автоматами», важіль яких розташований під кермом. На версіях для Канади та Європи важіль КПП знаходиться на тунелі між сидіннями. Дизельна версія оснащувалася тільки 5-ступінчастою механічною КПП. Всі двигуни — поздовжньо розташовані, з системою розподіленого упорскування палива. У схемі живлення дизеля застосований турбонаддув з проміжним охолодженням повітря.
Європейську версію Jeep Grand Cherokee з 1994 року (з моменту виходу на європейський ринок) збирали в Австрії, на спільному підприємстві Steyr-Daimler-Puch. Автомобілі відрізняються європейським розподілом світла фар, наявністю на передніх крилах повторювачів поворотів і жовтими покажчиками повороту в задніх ліхтарях.
Перше покоління Grand Cherokee встановило нові стандарти у світі позашляховиків. Зовнішній вигляд Grand Cherokee виявився настільки вдалим, що не змінювався протягом шести років. Лише в 1998 році Jeep Grand Cherokee першого покоління зняли з виробництва, замінивши досконалішою моделлю з тією ж назвою.

### Двигуни
| Модель    | Об'єм     | Циліндри  | Двигун            | Потужність        | Крутний момент      | Примітки                        | Роки виробництва |
| Бензинові | Бензинові | Бензинові | Бензинові         | Бензинові         | Бензинові           | Бензинові                       | Бензинові        |
| --------- | --------- | --------- | ----------------- | ----------------- | ------------------- | ------------------------------- | ---------------- |
| 4.0       | 3956 см³  | R6        | AMC Power Tech    | 130 kW (177 к.с.) | 301 Nm bei 2400/min | Laredo, Limited, TSi            | 1996–1998        |
| 4.0       | 3956 см³  | R6        | AMC 242           | 135 kW (184 к.с.) | 290 Nm bei 3950/min |                                 | 1993–1995        |
| 5.2       | 5210 см³  | V8        | Chrysler Magnum   | 155 kW (211 к.с.) | 400 Nm bei 3000/min | Limited                         | 1995–1996        |
| 5.2       | 5216 см³  | V8        | Chrysler Magnum   | 156 kW (212 к.с.) | 388 Nm bei 2950/min | Limited                         | 1996–1998        |
| 5.2       | 5210 см³  | V8        | Chrysler Magnum   | 158 kW (215 к.с.) | 375 Nm bei 3050/min |                                 | 1993–1995        |
| 5.2       | 5210 см³  | V8        | Chrysler Magnum   | 164 kW (223 к.с.) | 386 Nm bei 3600/min | тільки для американського ринку | 1993–1995        |
| 5.2       | 5210 см³  | V8        | Chrysler Magnum   | 164 kW (223 к.с.) | 407 Nm bei 3200/min | тільки для американського ринку | 1995–1998        |
| 5.9       | 5898 см³  | V8        | Chrysler Magnum   | 177 kW (240 к.с.) | 472 Nm bei 3050/min | Limited                         | 1997–1998        |
| Дизельний |           |           |                   |                   |                     |                                 |                  |
| 2.5 TD    | 2499 см³  | R4        | VM Motori 425 OHV | 85 kW (115 к.с.)  | 278 Nm bei 1800/min | Limited, Laredo                 | 1993–1998        |

## Друге покоління (WJ; 1998—2004)

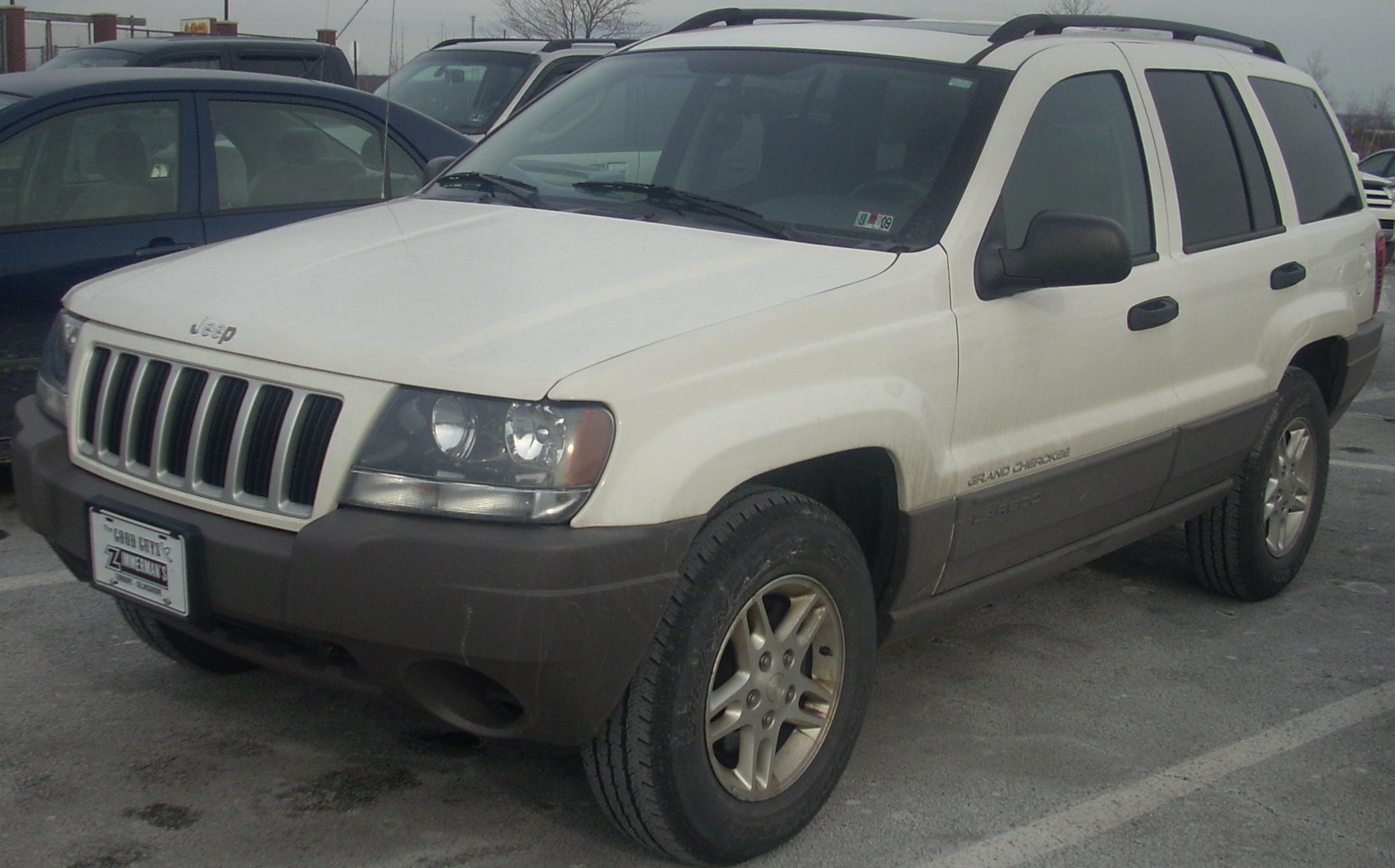
Jeep Grand Cherokee 2 (2003—2004)

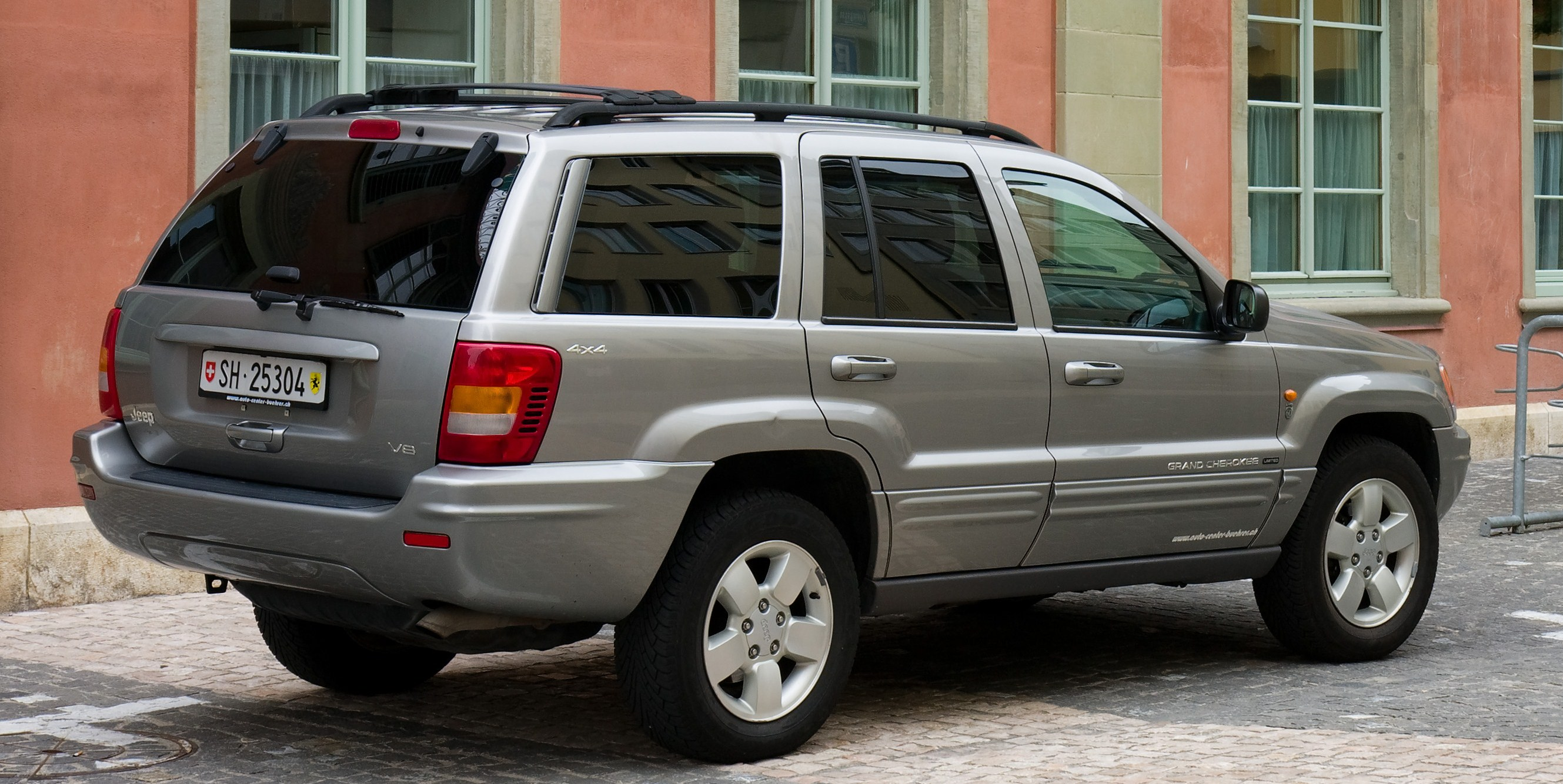
Jeep Grand Cherokee 2

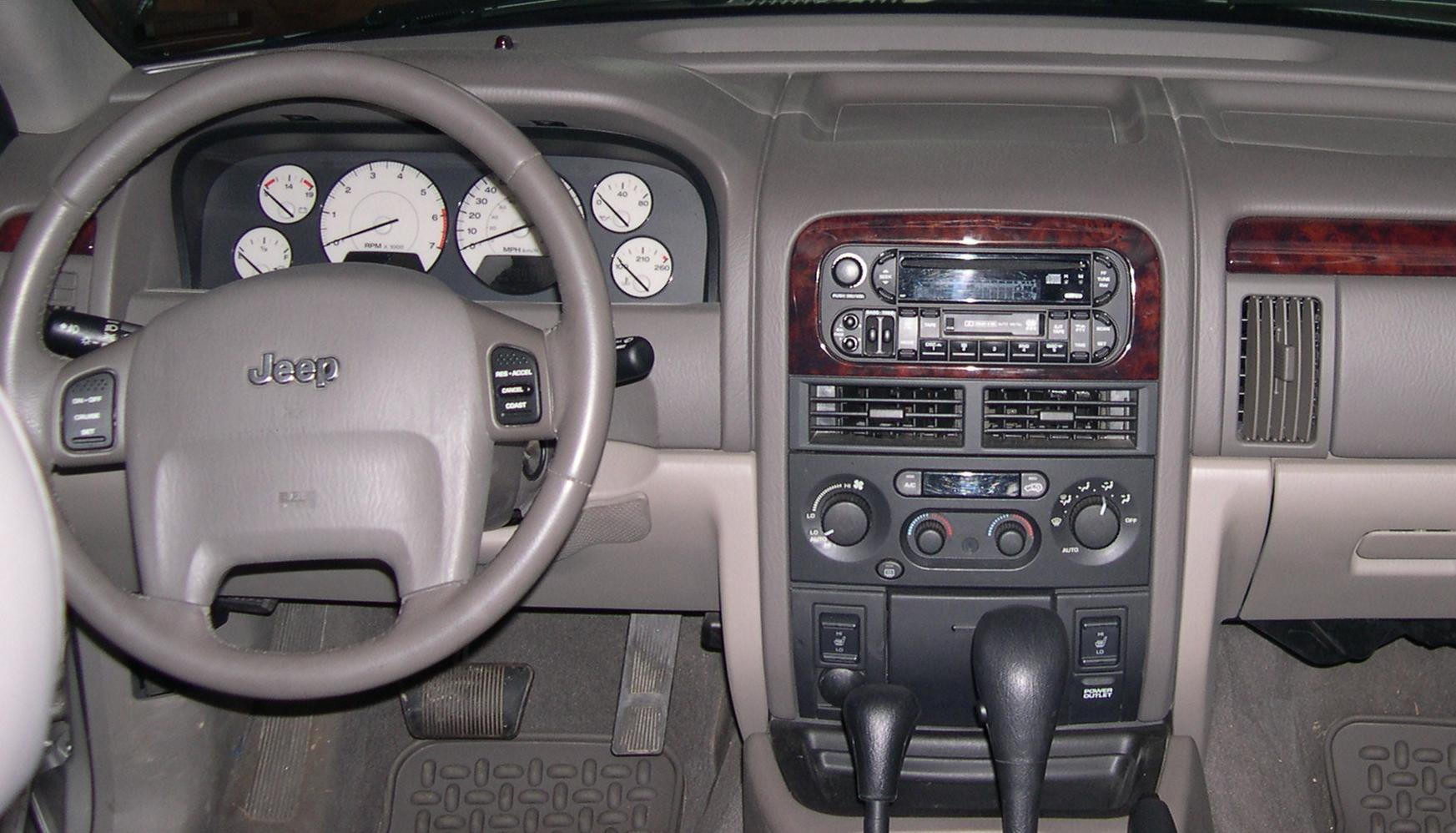
Салон Jeep Grand Cherokee 2

WJ випускався з 17 липня 1998 року (модельний рік у автомобілів, випущених у 98 році, 99-й) до 25 серпня 2004 року, має код WJ (для Європи — WG) і суттєво відрізняється від попередньої моделі.
У новому виконанні джип отримав більш згладжені лінії кузова, змінилася форма блок-фар, а в передній бампер вдало вписали протитуманні ліхтарі, але при цьому зберегли спадкоємність з попередньою моделлю Jeep Grand Cherokee ZJ.
На моделі 1999 року з силових агрегатів першого покоління збережений тільки бензиновий, об'ємом 4,0 л. (190 к.с.). Зате з'явилося два нових двигуни: 5-циліндровий дизель об'ємом 3,1 літрів, потужністю (140 к.с.) і 8-циліндровий V-подібний бензиновий об'ємом 4,7 літрів потужністю 220 к.с. Для європейського ринку пропонується модифікація, оснащена 2,7-літровим турбодизелем.
Всі двигуни комплектували тільки автоматичним гідромеханічним адаптивним 4-ступінчастим «автоматом». Повнопривідні шасі оснащені роздавальною коробкою з системою Quadra-Trac II (у США — Quadra Drive II), автоматично перерозподіляє крутний момент двигуна по осях в співвідношенні від 0 до 100 %. Задній міст обладнаний диференціалом підвищеного тертя Van-Corn, що регулює розподіл крутного момента по колесах за допомогою вбудованої в'язкісної муфти в залежності від їх пробуксовки.
У 2003 році на автошоу в Женеві, була представлена оновлена версія позашляховика Jeep Grand Cherokee. Новинку легко відрізнити від старішої модифікації за дещо іншим оформленням передньої частини кузова, де з'явилася нова решітка радіатора, дещо інші фари з прозорими ковпаками, та інтегровані в бампер протитуманні фари.

### Двигуни
| Модель    | Об'єм     | Циліндри  | Двигун                            | Потужність        | Крутний момент        | Примітки                      | Роки виробництва |
| Бензинові | Бензинові | Бензинові | Бензинові                         | Бензинові         | Бензинові             | Бензинові                     | Бензинові        |
| --------- | --------- | --------- | --------------------------------- | ----------------- | --------------------- | ----------------------------- | ---------------- |
| 4.0       | 3956 см³  | R6        | AMC-Power Tech                    | 140 kW (190 PS)   | 295 Nm bei 3050/min   | тільки для Європи             | 1998–2004        |
| 4.0       | 3956 см³  | R6        | AMC-Power Tech                    | 145 kW (197 PS)   | 312 Nm bei 3000/min   | тільки для Америки            | 1998–2004        |
| 4.7       | 4701 см³  | V8        | Chrysler-PowerTech                | 162 kW (220 PS)   | 390 Nm bei 3200/min   | тільки для Європи             | 1999–2001        |
| 4.7       | 4701 см³  | V8        | Chrysler-PowerTech                | 164 kW (223 PS)   | 394 Nm bei 3300/min   | тільки для Європи             | 2001–2003        |
| 4.7       | 4701 см³  | V8        | Chrysler-PowerTech                | 167 kW (227 PS)   | 394 Nm bei 3200/min   | тільки для Європи             | 2003–2004        |
| 4.7       | 4701 см³  | V8        | Chrysler-PowerTech                | 175 kW (238 PS)   | 400 Nm bei 3200/min   | тільки для Америки            | 1999–2004        |
| 4.7       | 4701 см³  | V8        | High-Output-Chrysler-V8 PowerTech | 190 kW (258 PS)   | 425 Nm bei 3500/min   | тільки для Європи             | 2002–2004        |
| 4.7       | 4701 см³  | V8        | High-Output-Chrysler-V8 PowerTech | 198 kW (269 PS)   | 441 Nm bei 3600/min   | тільки для Америки            | 2002–2004        |
| Дизельні  |           |           |                                   |                   |                       |                               |                  |
| 2.7 CRD   | 2685 см³  | R5        | Mercedes-Benz OM665.921           | 120 kW (163 к.с.) | 400 Нм при 1800 об/хв | тільки для Європи і Австралії | 2002–2004        |
| 3.1 TD    | 3124 см³  | R5        | VM Motori 531                     | 103 kW (140 к.с.) | 384 Нм при 1800 об/хв | тільки для Європи             | 1999–2001        |

## Третє покоління (WK; 2004—2010)

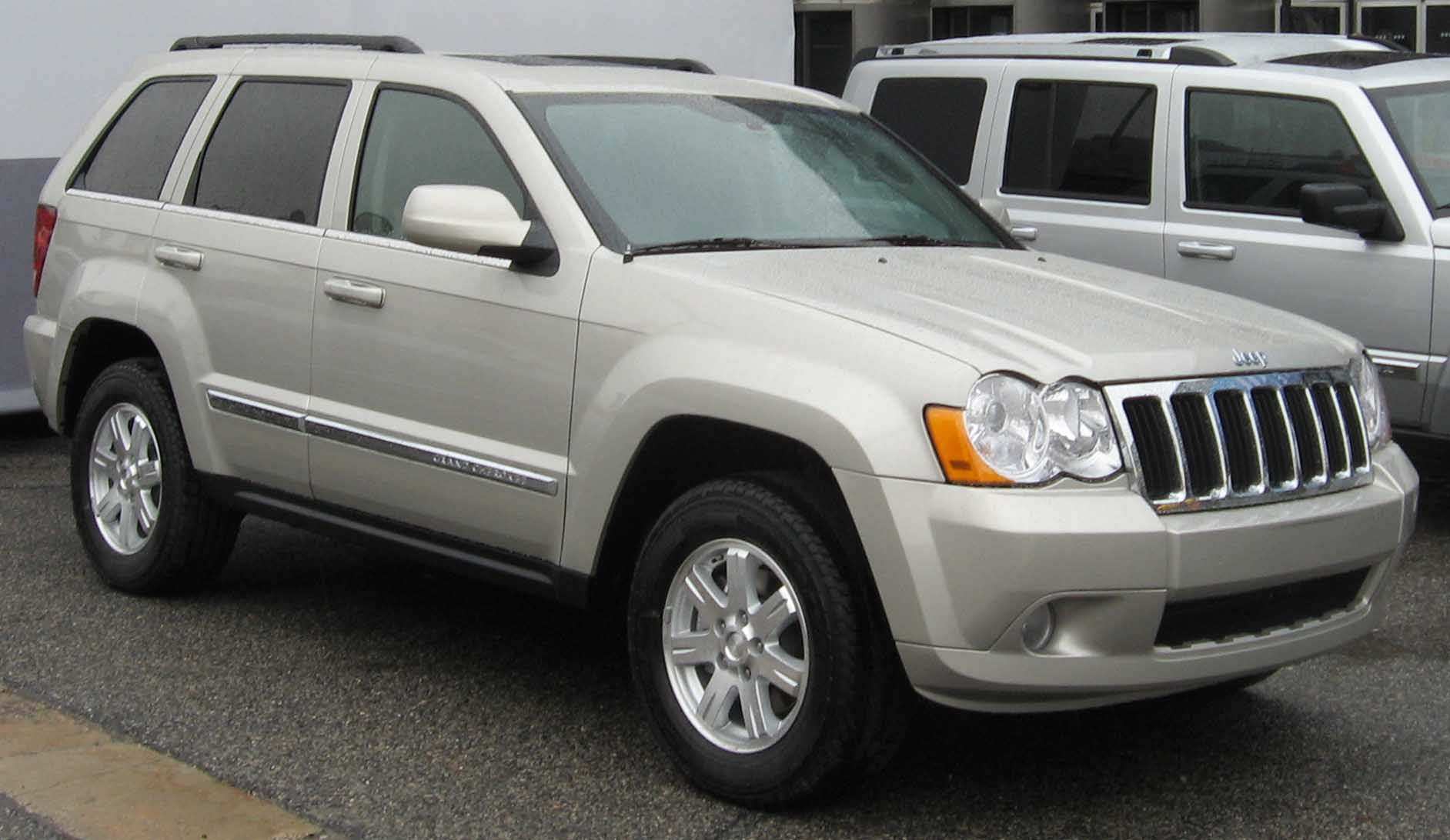
Jeep Grand Cherokee 3 (2008—2010)

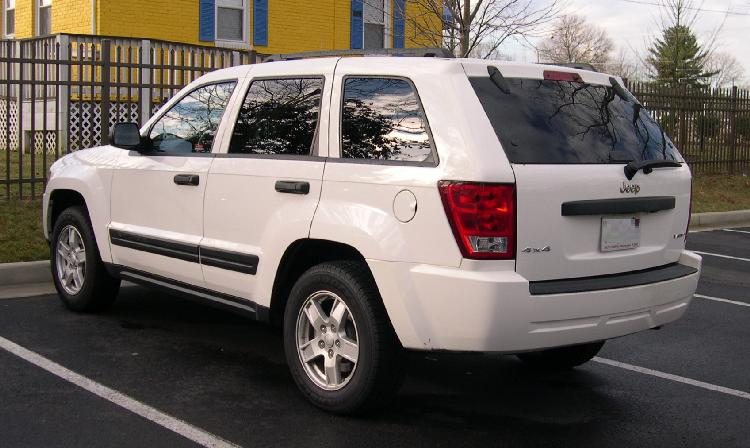
Jeep Grand Cherokee 3

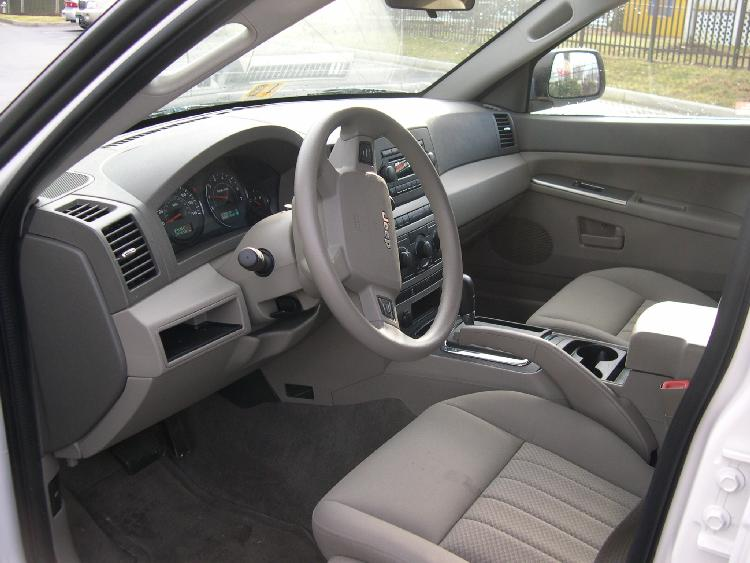
Салон Jeep Grand Cherokee 3

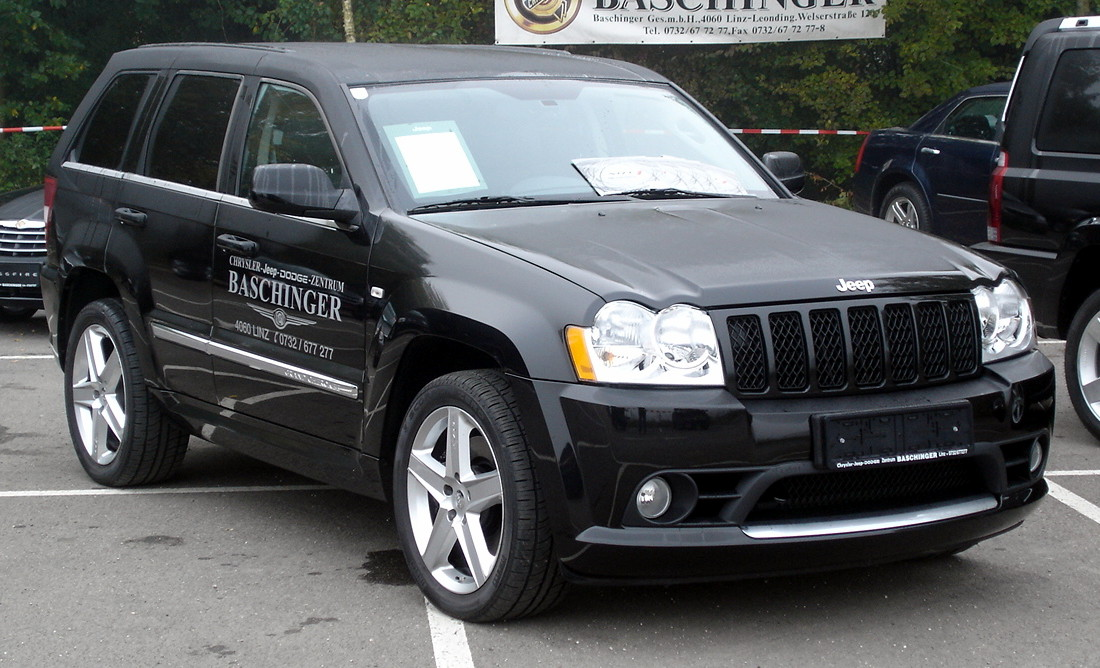
Jeep Grand Cherokee SRT8

На Нью-Йоркському автосалоні 2004 року перед публікою постав новий Jeep Grand Cherokee WK.
Третє покоління пропонує поліпшену потужність, чудові дорожні характеристики і прекрасно обладнаний салон.
Новий дизайн Grand Cherokee динамічний і агресивний, значно виділяється решітка радіатора і круглі галогенні фари. Автомобіль став довшим та ширшим, задні ліхтарі стали більшими, лобове скло стало більш плоским, покращилися аеродинамічні властивості. Зовнішність Grand Cherokee III не зазнала будь-яких радикальних змін, але все ж, з попереднім поколінням його не переплутаєш.
Всередині позашляховик змінився набагато сильніше — тепер його дизайн витриманий в європейському дусі. Салон дуже ергономічний, просторий і затишний. Двоколірні сидіння гармонують з панеллю приладів того ж забарвлення. Темний верх панелі грає не тільки естетичну, але й практичну роль — при яскравому сонячному світлі він відкидає менше відблисків. Подушки сидінь стали пружнішими. В оформленні салону використані тільки якісні матеріали. Машина комплектується аудіосистемою Boston Acoustics з 6-ма динаміками, опційно можна замовити DVD-систему для задніх пасажирів.
Топ-модель Grand Cherokee оснащується 5,7-літровим 8-циліндровим двигуном HEMI потужністю 325 к.с. Це найпотужніший агрегат, який будь-коли пропонувався для Grand Cherokee. У ньому також застосована технологія змінюваного обсягу MDS (Multi Displacement System) — у тих випадках, коли повна потужність двигуна не потрібна, вона відключає 4 циліндри з восьми, що дозволяє економити паливо. Був вдосконалений і 4,7-літровий V8, який використовували в попередньому поколінні моделі. Тепер він видає 230 к.с. потужності і 393 Нм крутного моменту. Базова модель комплектується 3,7-літровим V6 потужністю 210 к.с. і обертовим моментом 319 Нм. Всі двигуни сполучені з 5-ступінчатою автоматичною коробкою передач.
Зовсім нова незалежна передня підвіска забезпечує повний контроль водія в керуванні і зменшує вагу автомобіля. У задній частині встановлена 5-важільна підвіска із стабілізатором поперечної стійкості.
Вперше у позашляховиках Jeep в базову комплектацію нового Jeep Grand Cherokee включена електронна система курсової стійкості ESP, яка допомагає водієві впоратися зі складними дорожніми умовами і знижує ризик заносу. Все це, а також збільшена міжосьова відстань, дозволили підняти керованість нового Jeep Grand Cherokee на абсолютно новий рівень.
Для нового Jeep Grand Cherokee були розроблені дві нові системи повного привода. Система Quadra-Trac II із понижуючим рядом передач, електронним контролем блокування міжосьового диференціала і системою пригальмовування пробуксовуючих коліс 4 BTC дозволяє автомобілю впевнено відчувати себе на бездоріжжі. Система Quadra-Drive II із понижуючим рядом передач, електронним контролем блокування 3-х диференціалів: міжосьового, переднього і заднього мостів, забезпечує новому Jeep Grand Cherokee вражаючі позашляхові властивості.
Випускається Grand Cherokee 3-го покоління на заводі Magna Steyr в Австрії.

### Двигуни
| Модель    | Об'єм     | Двигун                  | Потужність      | Крутний момент                   | Версії виконання          | Роки виробництва |
| Бензинові | Бензинові | Бензинові               | Бензинові       | Бензинові                        | Бензинові                 | Бензинові        |
| --------- | --------- | ----------------------- | --------------- | -------------------------------- | ------------------------- | ---------------- |
| 3.7       | 3701 см³  | Chrysler-V6 PowerTech   | 148 kW (201 PS) | 307 (315) Nm bei 3700 (3900)/min | Laredo                    | 2008–2010        |
| 3.7       | 3701 см³  | Chrysler-V6 PowerTech   | 157 kW (214 PS) | 319 Nm bei 4000/min              | Laredo                    | 2005–2010        |
| 4.7       | 4701 см³  | Chrysler-V8 PowerTech   | 170 kW (231 PS) | 410 Nm bei 3600/min              | Laredo, Limited           | 2005–2010        |
| 4.7       | 4701 см³  | Chrysler-V8 PowerTech   | 175 kW (238 PS) | 414 Nm bei 3600/min              | Laredo, Limited           | 2005–2007        |
| 4.7       | 4701 см³  | Chrysler-V8 PowerTech   | 227 kW (309 PS) | 453 Nm bei 3950/min              | Laredo, Limited           | 2008–2010        |
| 5.7       | 5645 см³  | Chrysler-V8 HEMI        | 240 kW (326 PS) | 500 Nm bei 4000/min              | Limited, Overland         | 2005–2008        |
| 5.7       | 5645 см³  | Chrysler-V8 HEMI        | 259 kW (352 PS) | 520 Nm bei 4200/min              | Overland                  | 2009–2010        |
| 6.1 SRT8  | 6063 см³  | Chrysler-V8 HEMI        | 313 kW (426 PS) | 569 Nm bei 4600/min              | SRT-8                     | 2006–2010        |
| Дизельний |           |                         |                 |                                  |                           |                  |
| 3.0 CRD   | 2987 см³  | Mercedes-Benz-V6 OM 642 | 160 kW (218 PS) | 510 Nm bei 1600—2800/min         | Laredo, Limited, Overland | 2005–2010        |

## Четверте покоління (WK2; 2010—2021)

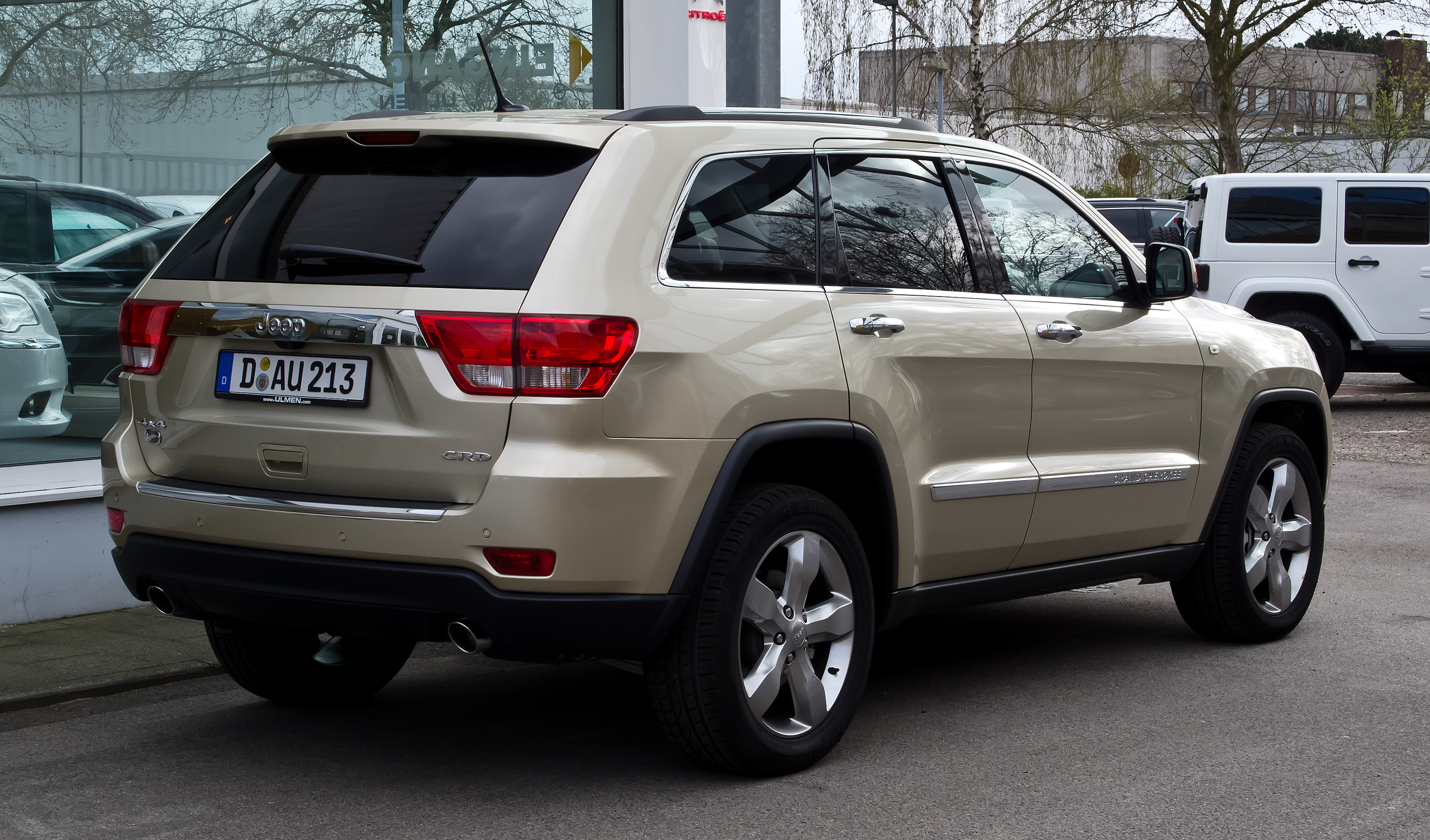
Jeep Grand Cherokee (2010—2013)

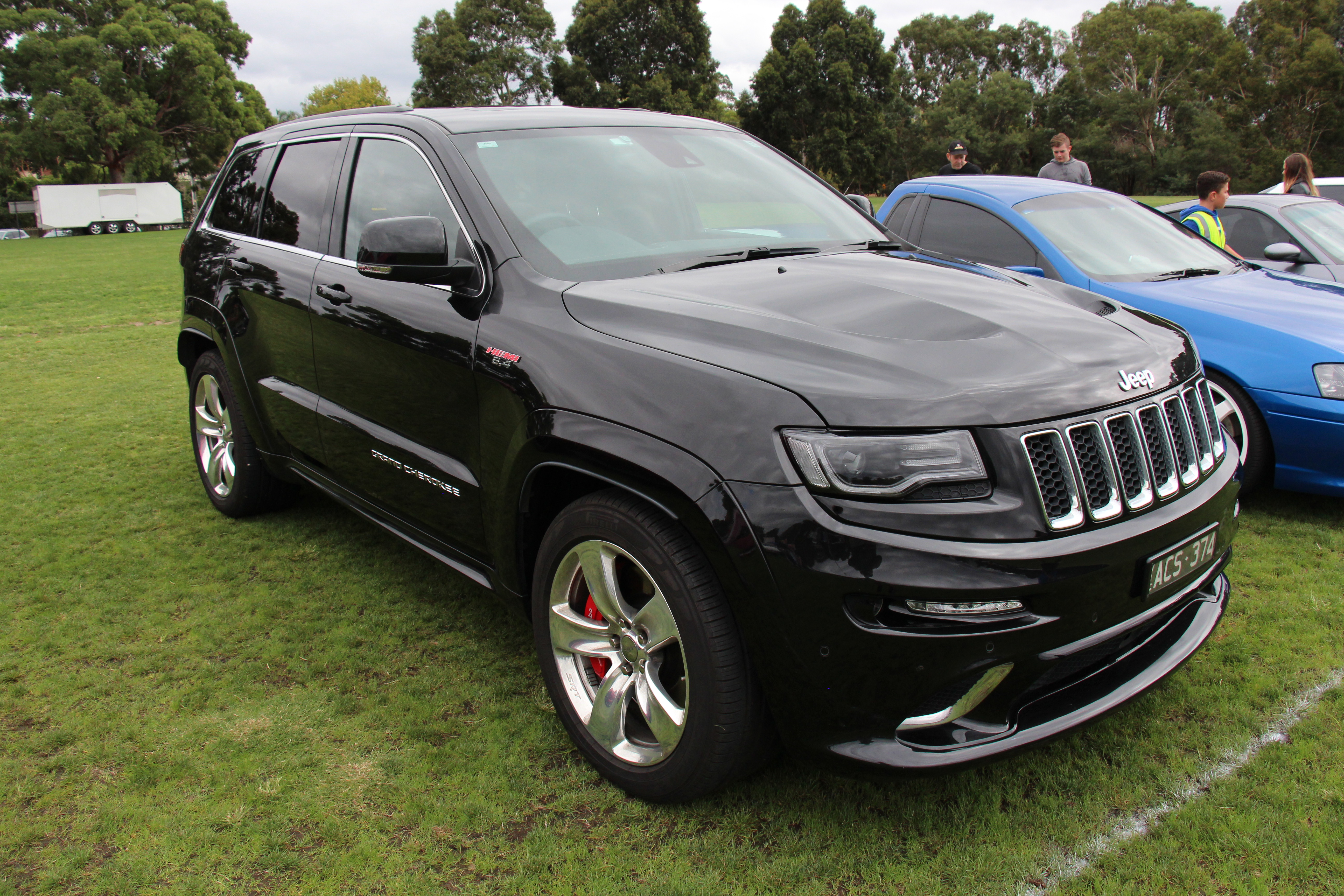
Jeep Grand Cherokee SRT8 6.4

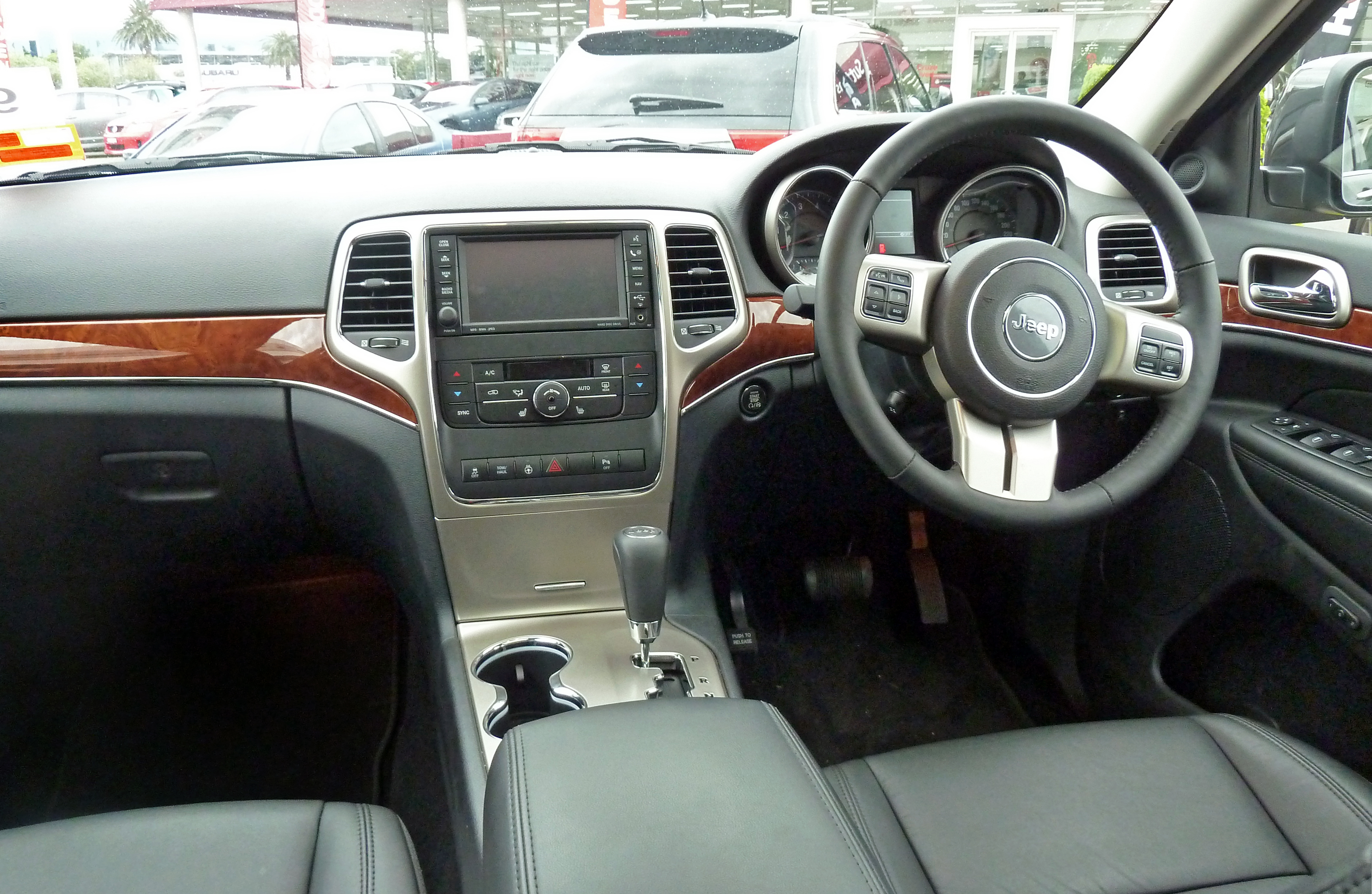
Салон

Jeep Grand Cherokee четвертого покоління надійшов у продаж влітку 2010 року як модель 2011 року. Вперше він був представлений в 2009 році на Нью-Йоркському автосалоні.
Автомобіль побудований на платформі Mercedes-Benz M-класу. Grand Cherokee четвертого покоління увібрав в себе всі останні технічні досягнення компанії, здягнувши їх в елегантний, не позбавлений фамільних рис кузов. Jeep Grand Cherokee став виглядати набагато сучаснішим, агресивнішим і мускулистішим від свого попередника. У дизайні екстер'єру, перш за все, звертають на себе увагу велика радіаторна решітка з сімома вертикальними прорізами, невеликі звіси кузова і яскраво виражені трапецієподібні колісні арки. Автомобіль став менш незграбним, ефектні завужені фари не тільки відповідають модним тенденціям, але і додають зовнішності динамічності. Крім того, кузов позашляховика став більш жорстким, а його аеродинамічні якості покращилися, наприклад коефіцієнт лобового опору знизився до (0,373).
На увагу заслуговують зміни в конструкції автомобіля. Grand Cherokee тепер має несучу конструкцію кузова і повністю незалежну підвіску, що найкращим чином позначилося на керованості і рівні комфорту при русі по дорогах з якісним покриттям.
Дуже вдалим доповненням до пневмопідвіски є нова система Selec-Terrain. Вона дозволяє водієві вибирати режими для досягнення оптимальних якостей при русі по дорогах і бездоріжжям. Система координує до 12 різних систем, керуючих силовим агрегатом, гальмівною системою і підвіскою, включаючи управління дросельною заслінкою, перемиканням діапазонів автоматичної коробки передач, передачами роздавальної коробки, протибуксувальною системою і системою динамічної стабілізації. Водій може вибрати один з п'яти режимів для отримання оптимальних ходових якостей на будь-яких дорогах і бездоріжжі: Sand/Mud (пісок/бруд), Sport (спорт), Auto (авто), Snow (сніг), Rock (каміння).
Вибір двигунів включає новий 3,6 л Pentastar V6 і модернізований 5,7 л V8 Hemi. Пропонується чотири системи повного привода включаючи Quadra-Trac I, Quadra-Trac II і Quadra-Drive II. Факультативний Quadra-Lift в якому підвіска може змінювати дорожній просвіт автомобіля (У «нормальному» режимі (NRH) дорожній просвіт становить 204,5 мм, в «Off-road 1» — 242,5 мм. Режим «Off-road 2» забезпечує 270,5 мм і ідеально підходить для подолання складних ділянок, в режимі «Park» кліренс становить 164,5 мм і служить для зручності посадки і висадки пасажирів. Режим «Aero» 189,5 мм призначений для руху по магістралях і активується автоматично при досягненні певної швидкості.
).
Новий двигун 3,6 л V6 Pentastar замінює старі двигуни PowerTech об'ємом 3,7 л і 4,7 л.
На експорт, який почався в 2011 році, Grand Cherokee пропонується з дизельним двигуном об'ємом 3,0 літра з турбонаддувом V6 від VM Motori потужністю 177 кВт (241 к.с.) і 550 Нм.

### Фейсліфтинг
У січні 2013 року на автосалоні в Детройті дебютував оновлений Grand Cherokee. Модернізація торкнулася зовнішності, інтер'єру і оснащення. Колишня автоматична коробка передач була замінена на нову, восьмиступеневу. Спортивна модифікація позашляховика стала називатися просто Jeep Grand Cherokee SRT.
З 6.2-літровим силовим агрегатом позашляховик досягає сотні за 3.5 с. З базовим двигуном витрата пального перебуває на рівні 12.3 л/100 км у місті, 9.0 л/100 км за його межами і 10.7 л/100 км у середньому. З повним приводом показники зростуть до 14.3, 8.2 і 10.4 л/100 км відповідно. Потужний 5.7-літровий V8 споживатиме 19.6 л/100 км у міському, 9.2 л/100 км у заміському і 13.0 л/100 км у змішаному циклах. 6.4-літровий V8 силовий агрегат потягне 20.3 л/100 км у місті, 9.6 л/100 км за його межами і 13.5 л/100 км у середньому. Найпотужніший 6.2-літровий V8 змусить позашляховик витрачати 20.9, 13.8 і 17.7 л/100 км відповідно.

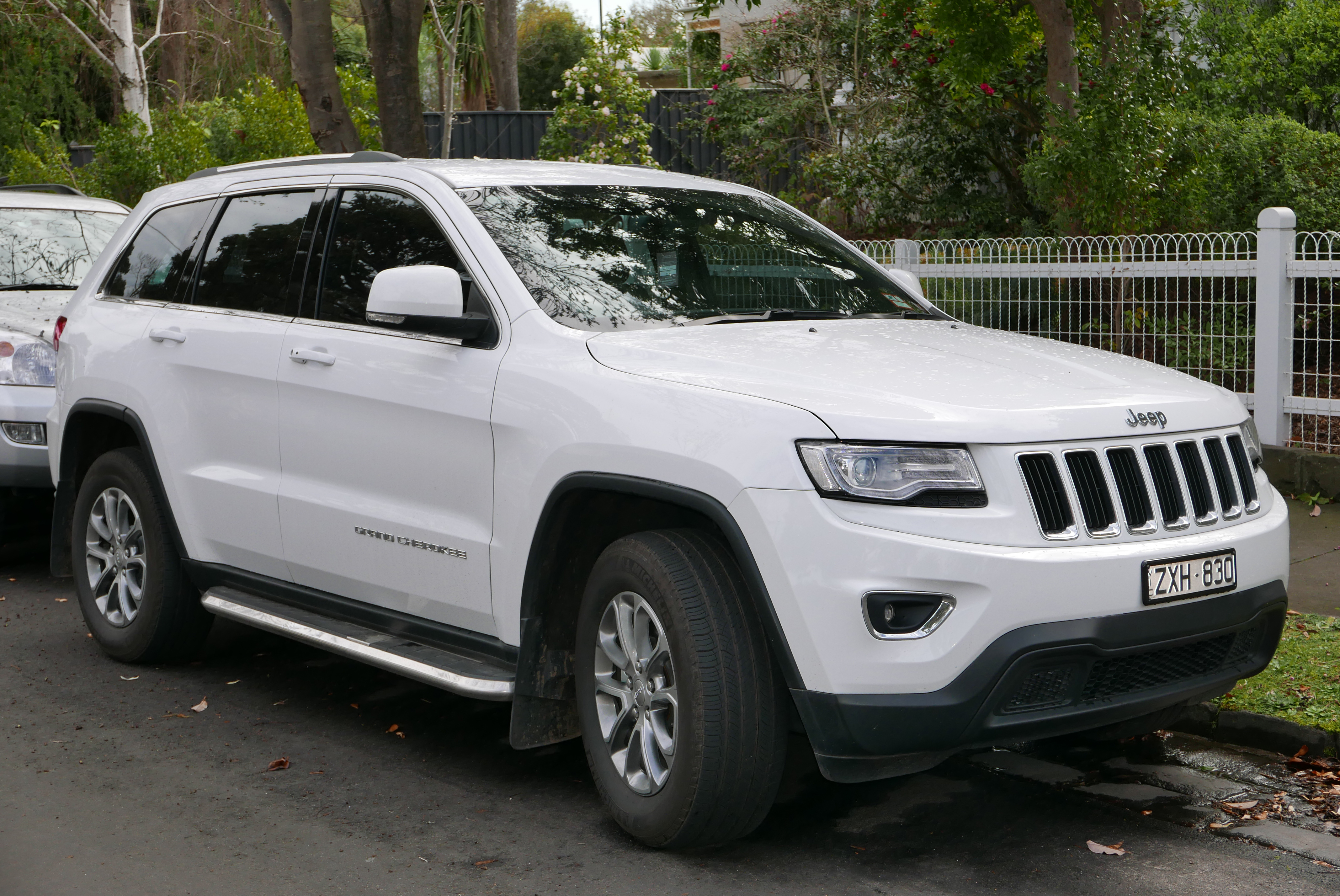
Jeep Grand Cherokee (з 2013)
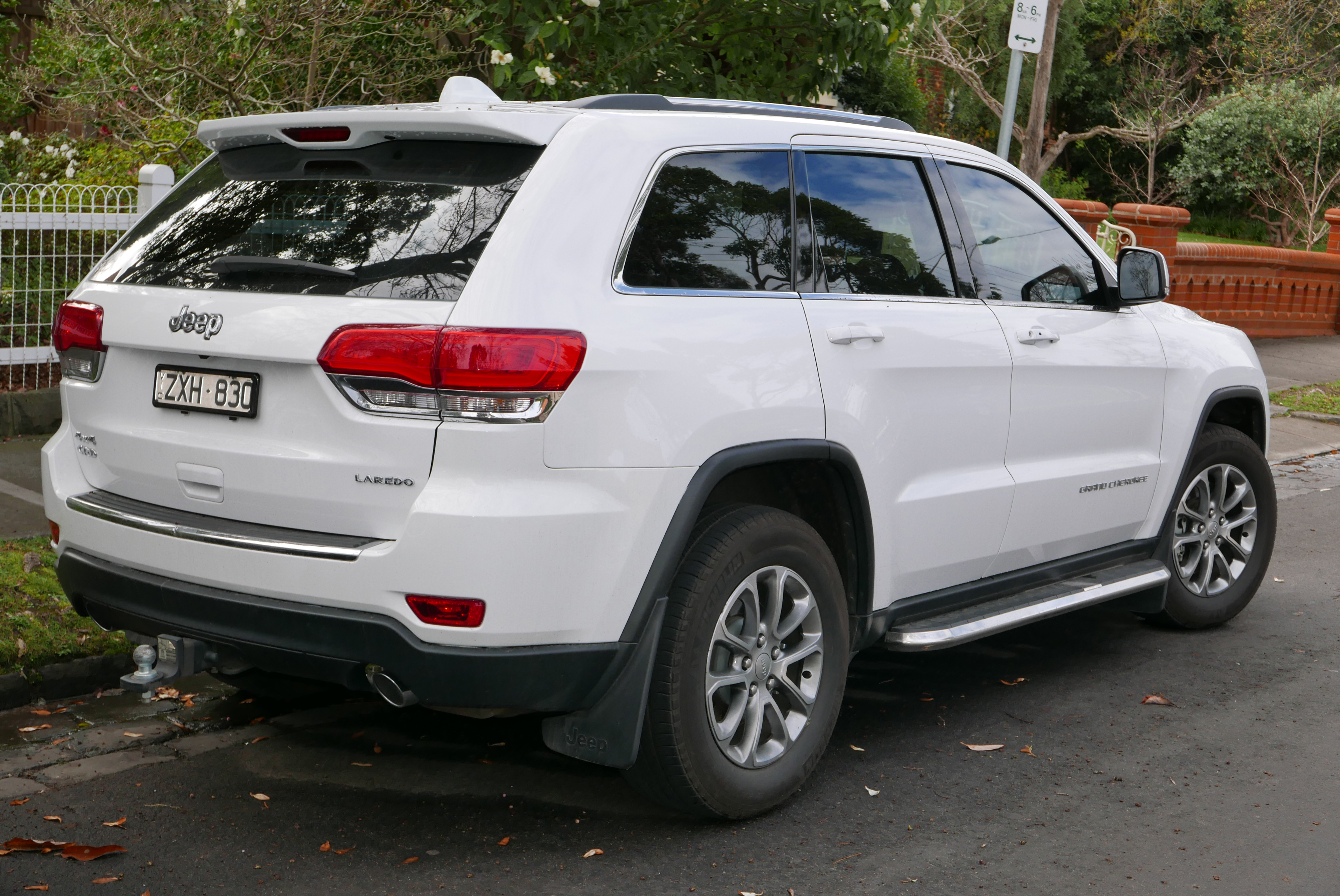
Jeep Grand Cherokee (з 2013)

### Jeep Grand Cherokee Trackhawk

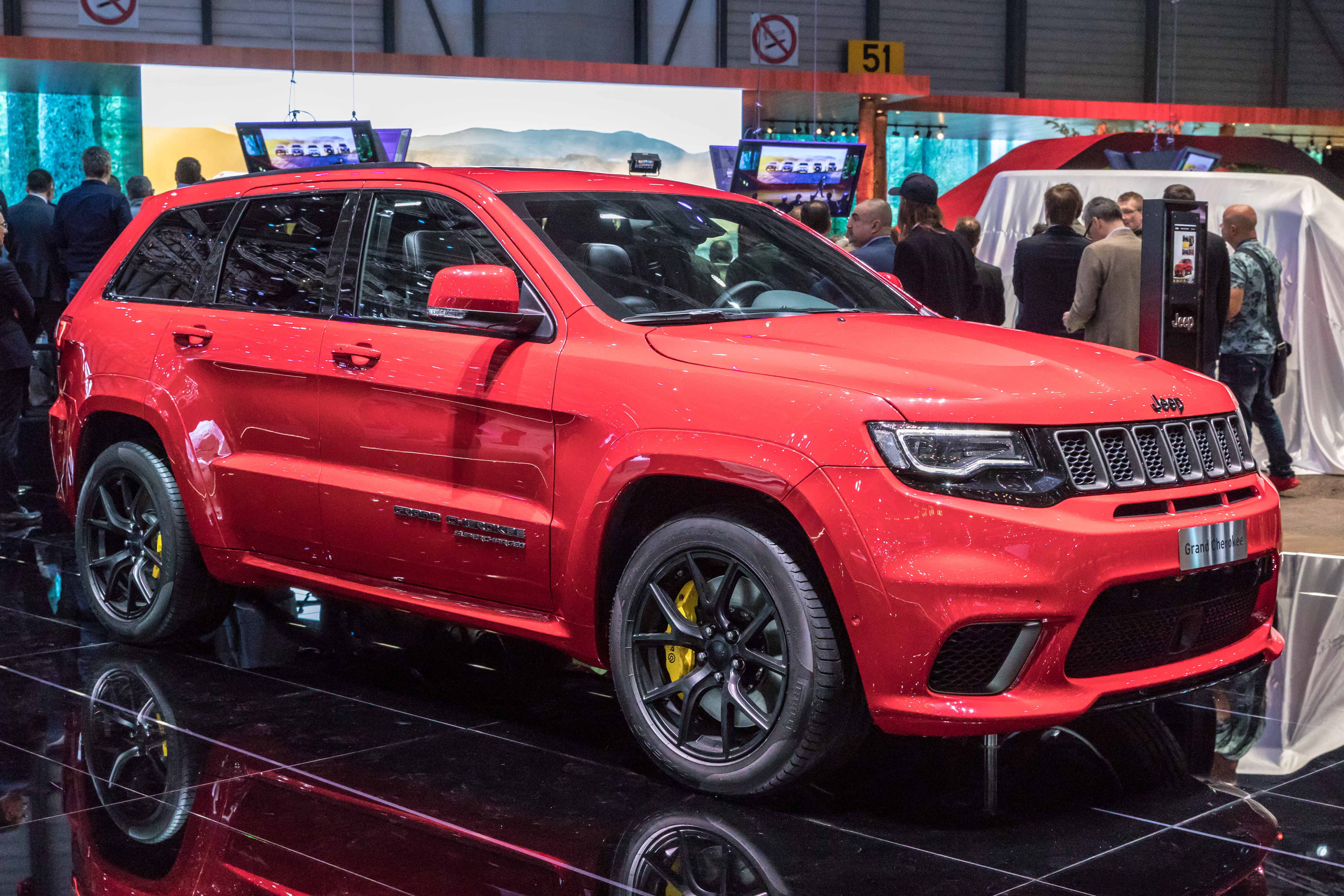
Jeep Grand Cherokee Trackhawk

У рамках NYIAS в квітні 2017 року Jeep представив Grand Cherokee SRT Trackhawk. Автомобіль отримав двигун 6,2-літровий бензиновий двигун V8 потужністю 717 к.с. від Dodge Challenger SRT Hellcat і в даний час (за станом на квітень 2017 року) це найпотужніший серійний позашляховик побудований в світі. До 100 км/год автомобіль прискорюється за 3,5 секунди, максимальна швидкість складає 290 км/год. У четвертому кварталі 2017 року випущені перші екземпляри Grand Cherokee Trackhawk.

### Двигуни
| Модель    | Об'єм     | Двигун                        | Потужність        | Крутний момент             | Версії виконання                            | Роки виробництва |
| Бензинові | Бензинові | Бензинові                     | Бензинові         | Бензинові                  | Бензинові                                   | Бензинові        |
| --------- | --------- | ----------------------------- | ----------------- | -------------------------- | ------------------------------------------- | ---------------- |
| 3.0       | 2985 см³  | Chrysler-V6                   | 175 kW (238 к.с.) | 295 Нм при 4500 об/хв      | Laredo, Limited                             | з 2014           |
| 3.6       | 3604 см³  | Chrysler-V6 Pentastar         | 210 kW (286 к.с.) | 347 Нм при 4300 об/хв      | Laredo, Laredo X, Limited, Overland, Summit | з 2010           |
| 5.7       | 5645 см³  | Chrysler-V8 HEMI              | 259 kW (352 к.с.) | 520 Нм при 4200 об/хв      | Laredo X, Limited, Overland, Summit         | з 2010           |
| 6.4       | 6417 см³  | Chrysler-V8 HEMI              | 344 kW (468 к.с.) | 624 Нм при 4100 об/хв      | SRT8, SRT                                   | з 2012           |
| 6.2       | 6166 см³  | Chrysler-V8 supercharged HEMI | 527 kW (717 к.с.) | 875 Нм при 4000 об/хв      | Trackhawk                                   | з 2018           |
| Дизельні  |           |                               |                   |                            |                                             |                  |
| 3.0 CRD   | 2988 см³  | VM Motori A 630 DOHC V6       | 140 kW (190 к.с.) | 440 Нм при 1600—2800 об/хв |                                             | з 2010           |
| 3.0 CRD   | 2988 см³  | VM Motori A 630 DOHC V6       | 177 kW (241 к.с.) | 550 Нм при 1800—2800 об/хв | Limited, Overland, Summit                   | 2011–2013        |
| 3.0 CRD   | 2988 см³  | VM Motori A 630 DOHC V6       | 184 kW (250 к.с.) | 570 Нм при 2000 об/хв      | Limited, Overland, Summit                   | з 2013           |

### Конструктивні дефекти
У квітні 2016 року компанія Fiat Chrysler Automotive добровільно відкликала близько 1,1 мільйона автомобілів після того, як розслідування встановило, що «електроніка» може повернутися до попереднього положення передачі після її зміни, згідно з даними Національної адміністрації безпеки автомобільних перевезень.
Водії могли помилково повірити, що автомобіль припаркований та вийти з транспортного засобу. Якщо стоянкове гальмо не було застосовано, а автомобіль все ще працював, автомобіль міг скотитися та заподіяти тілесні ушкодження. Станом на квітень 2016 року, щонайменше 41 травма була нібито пов'язана з проблемою відкликання.
НАБАП також встановила, що робота перемикання передач була «неінтуїтивно зрозумілою» і давала «поганий тактильний та візуальний зворотний зв'язок з водієм, збільшуючи потенціал для ненавмисного вибору передач».
Відкликання включало Grand Cherokee, виготовлені в період з липня 2012 по грудень 2015 року. Власники постраждалих транспортних засобів отримували повідомлення поштою в середині травня, попереджаючи автомобілістів завжди застосовувати стоянкове гальмо до виходу з автомобіля.

## П'яте покоління (WL; 2021–наш час)

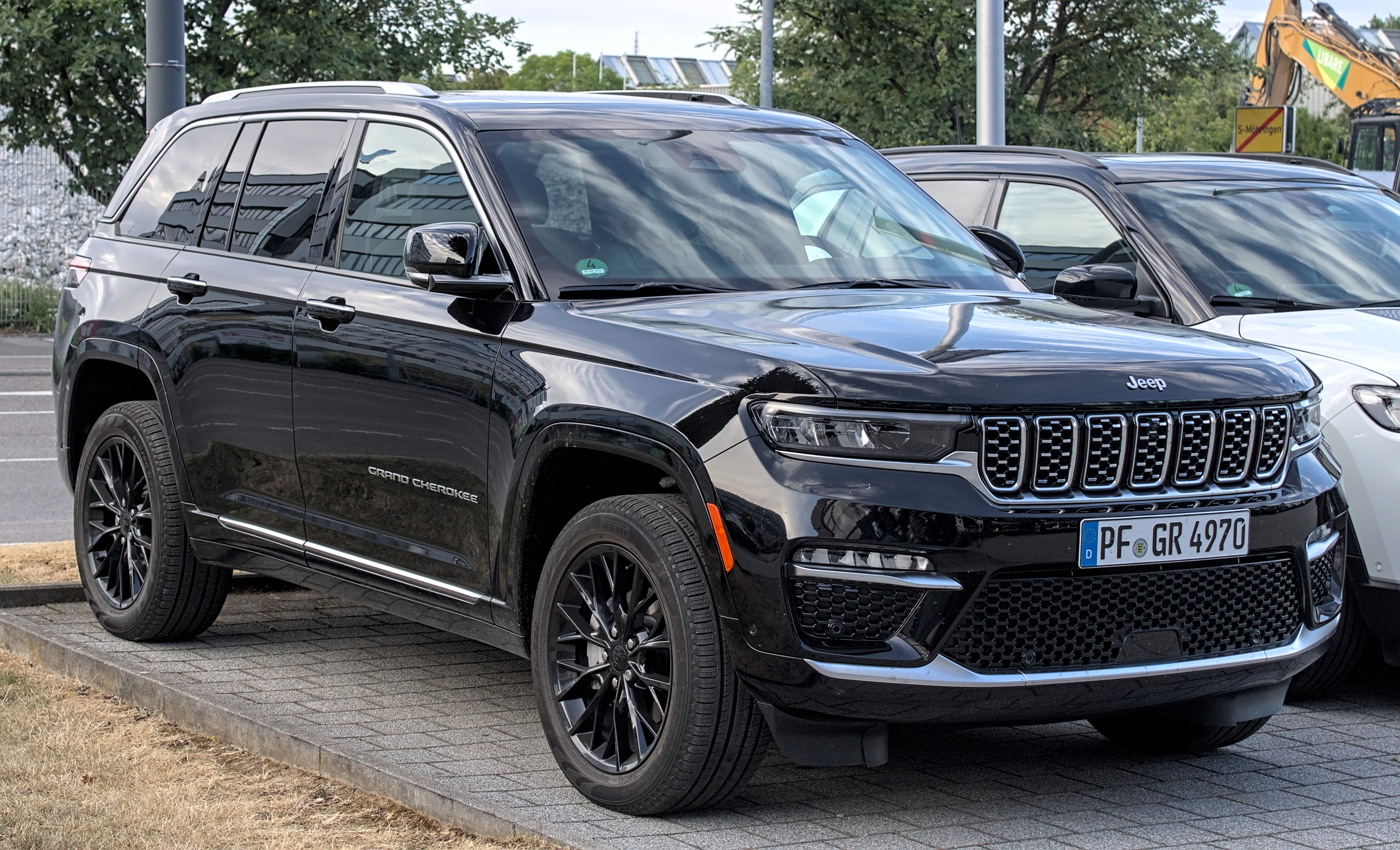
Jeep Grand Cherokee

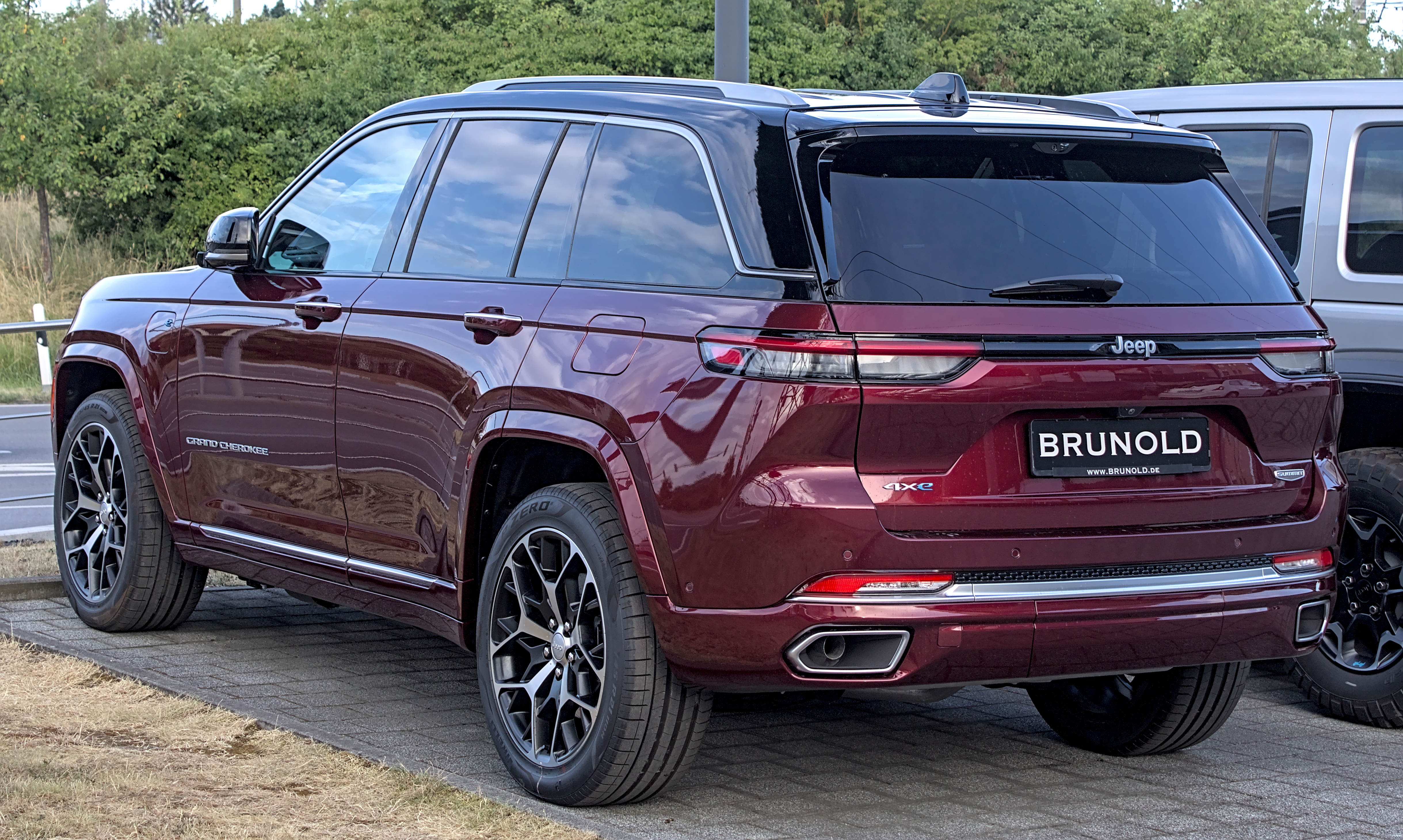
Jeep Grand Cherokee

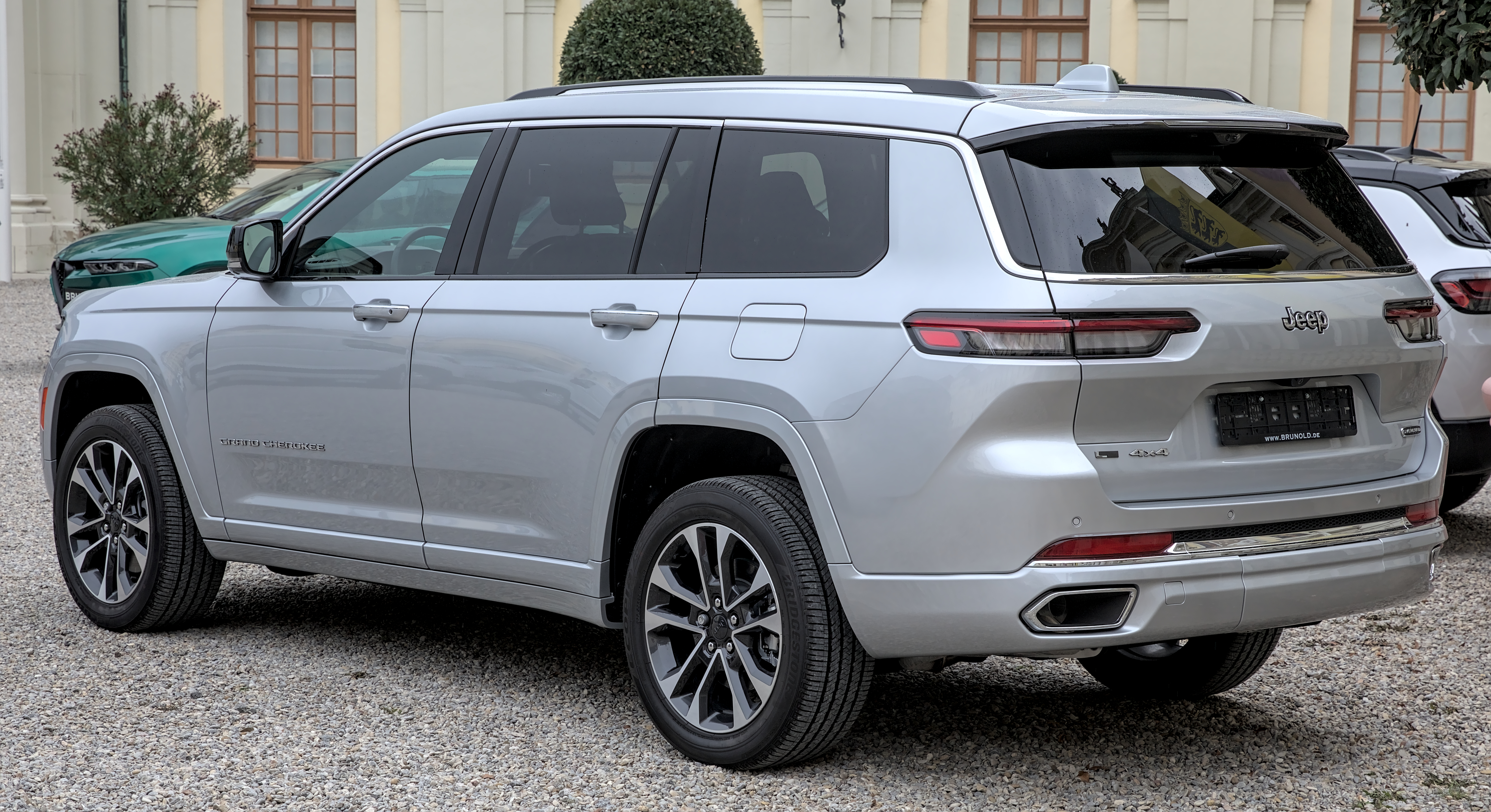
Jeep Grand Cherokee L

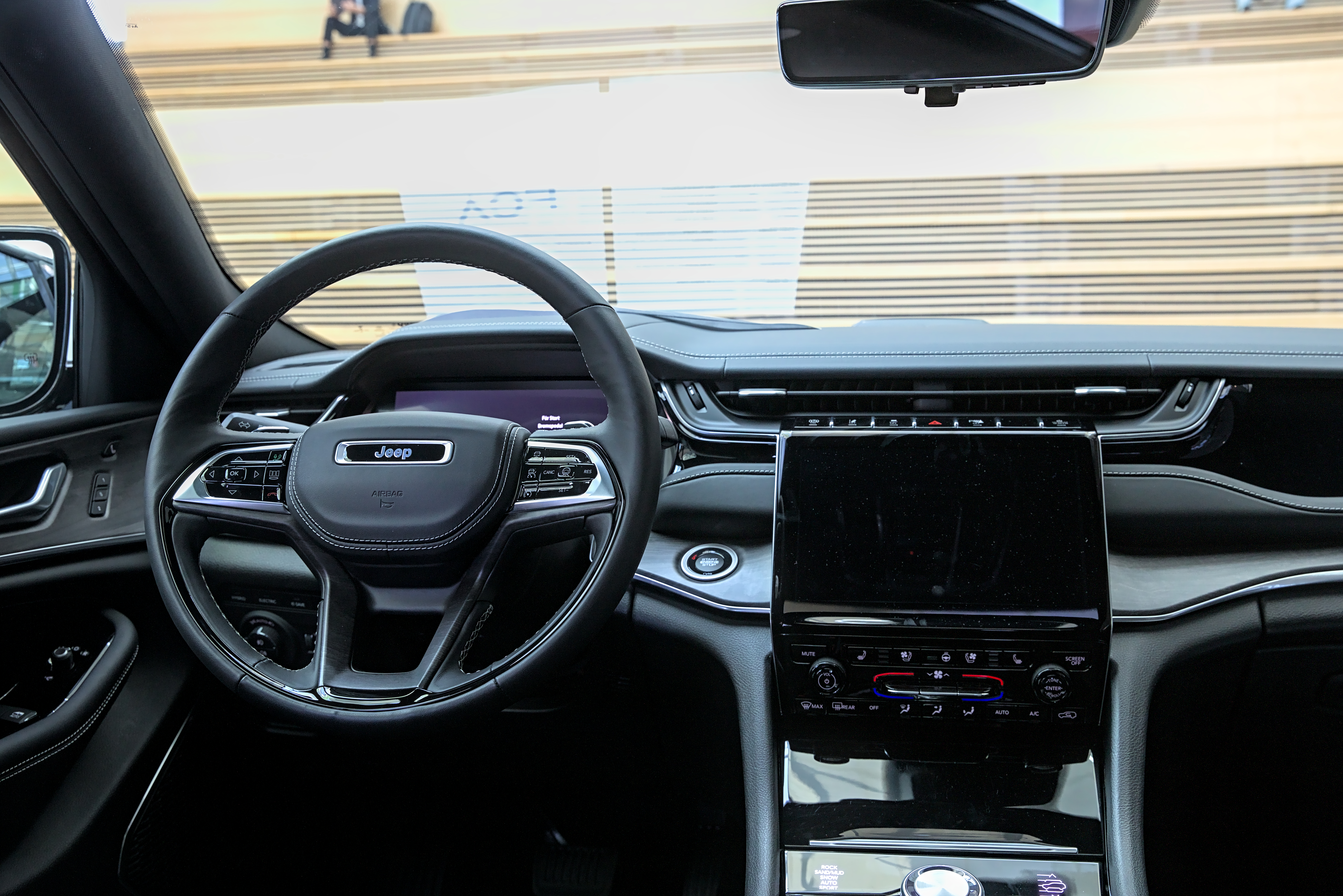

8 січня 2021 році дебютував Jeep Grand Cherokee п'ятого покоління в подовженій 7-місній версії L. Автомобіль збудовано на зміненій платформі FCA Giorgio від Alfa Romeo Giulia і Stelvio.
Пневмопідвіска з замкнутим повітряним контуром в стандартному режимі тримає машину на висоті 212 мм від поверхні. На стоянці кросовер зможе опуститися до 170 мм, а для подолання перешкод — піднятися до 277 мм.
Всі мотори працюють в парі з 8-ст. АКПП. Початкові версії задньопривідні, але за доплату доступний повний привід в декількох варіаціях. Найпростіша серед повнопривідних версій отримала трансмісію Quadra-Trac I з муфтою в приводі передньої осі. Більш просунутий рівень Quadra-Trac II має демультіплікатор із знижуючим коефіцієнтом 2,72:1. На вершині залишається система Quadra-Drive II, доповнена ще й блокуванням заднього диференціала. Опціональною буде і нова адаптивна пневматична підвіска Quadra-Lift. З нею глибина подоланого броду в порівнянні з минулою моделлю збільшилася з 510 до 610 мм, а кут в'їзду скоректувався з 25,7 до 30,1 градуса.
Восени 2021 року дебютувала звичайна п'ятимісна версія.
Автомобіль зайняв місце між Jeep Cherokee та рамним Jeep Wagoneer.
Виробництво моделі наладили на заводі Jeep Detroit 2.
Jeep Grand Cherokee 2022 року оснащується системою мультимедіа Jeep Uconnect 5. Вона пропонує сенсорний екран розміром 8,4 або 10,1 дюйм (залежно від комплектації) та стандартні Android Auto і Apple CarPlay.
У 2023 році версія Grand Cherokee Trailhawk буде доступна виключно у версії плагін-гібриду 4xe. 
З 2024 року Jeep припинив комплектацію п'ятимісної версії Grand Cherokee двигуном V8.

### Двигуни
- 3.6 л Pentastar V6 294 к.с., 348 Нм
- 5.7 л Hemi V8 362 к.с., 529 Нм
- 2.0 л GME I4-T (експорт)
- 2.0 л GME I4-T + 2 електродвигуни (4xe) 380 к.с. 637 Нм (PHEV 4xe)

## Продажі
| Рік  | США     | Канада | За межами Північної Америки | Всього  |
| ---- | ------- | ------ | --------------------------- | ------- |
| 1993 | 217,430 |        |                             |         |
| 1994 | 238,512 |        |                             |         |
| 1995 | 252,168 |        |                             |         |
| 1996 | 279,195 |        |                             |         |
| 1997 | 260,875 |        |                             |         |
| 1998 | 229,135 |        |                             |         |
| 1999 | 300,031 |        |                             |         |
| 2000 | 271,723 |        |                             |         |
| 2001 | 223,612 |        |                             |         |
| 2002 | 224,233 |        |                             |         |
| 2003 | 207,479 |        |                             |         |
| 2004 | 182,313 |        |                             |         |
| 2005 | 213,584 |        |                             |         |
| 2006 | 139,148 |        |                             |         |
| 2007 | 120,937 |        |                             |         |
| 2008 | 73,678  |        |                             |         |
| 2009 | 50,328  | 6,254  | 14,869                      | 71,451  |
| 2010 | 84,635  | 7,255  |                             | 91,890  |
| 2011 | 127,744 |        |                             |         |
| 2012 | 154,734 |        |                             |         |
| 2013 | 174,275 | 11,587 |                             | 255,005 |